# Kamersymfonie nr. 4 (Weinberg)
Mieczysław Weinberg werkte aan zijn Kamersymfonie nr. 4 van 30 april tot en met 12 mei 1992. Net als eerdere kamersymfonieën van Weinberg wordt teruggegrepen op eerder werk van de componist.
Het is de laatste kamersymfonie van de Russische componist en ook zijn laatste voltooide werk. Weinberg kwam aan het eind van zijn leven moeilijk tot componeren. De voorgaande drie kamersymfonieën waren eveneens geschreven voor strijkorkesten, nummer 2 verlangde voorts een stel pauken. Deze nummer vier kent echter een:
- uitgebreide solopartij voor de klarinet
- een zeer beperkte partij voor de triangel, slechts vier slagen in het hele werk.

Het werk is doorgecomponeerd (eendelig), maar er zijn vier secties te onderscheiden, die wijzen op een traag en introvert (behalve sectie 2) werk:
- Lento
- Allegro molto – moderato
- Adagio
- Meno mosso – andantino - adagissimo